# Nastus madagascariensis
Nastus madagascariensis är en gräsart som beskrevs av Aimée Antoinette Camus. Nastus madagascariensis ingår i släktet Nastus och familjen gräs. Inga underarter finns listade i Catalogue of Life.